# Maximilian Mordhorst
Maximilian Mordhorst (nascido a 10 de abril de 1996) é um político alemão do Partido Democrático Livre. Desde 2021 serve como membro do Bundestag por Schleswig-Holstein.

## Início de vida
Ele nasceu em Neumünster e estudou direito na Universidade de Kiel.

## Carreira política
Na eleição federal de 2021 concorreu pelo distrito eleitoral de Kiel⁣, mas ficou em quarto lugar. Ele foi eleito na lista estadual de Schleswig-Holstein.